# Szczepan Miłosz
Szczepan Miłosz (ur. 1941) – polski piłkarz i hokeista grający podczas swojej kariery w ŁKS Łódź. Były prezes tegoż klubu. Ponadto, konsul honorowy Republiki Austrii w Polsce oraz członek Klubu Seniorów Łódzkiego Klubu Sportowego. Były rektor Wyższej Szkoły Marketingu i Biznesu w Łodzi (istniejącej od 1991 roku do 30 września 2011 roku).